# Agence de presse APL
 (mai 2025).
La mise en forme du texte ne suit pas les recommandations de Wikipédia : il faut le « wikifier ».
Les points d'amélioration suivants sont les cas les plus fréquents. Le détail des points à revoir est peut-être précisé sur la page de discussion.
- Les titres sont pré-formatés par le logiciel. Ils ne sont ni en capitales, ni en gras.
- Le texte ne doit pas être écrit en capitales (les noms de famille non plus), ni en gras, ni en italique, ni en « petit »…
- Le gras n'est utilisé que pour surligner le titre de l'article dans l'introduction, une seule fois.
- L'italique est rarement utilisé : mots en langue étrangère, titres d'œuvres, noms de bateaux, etc.
- Les citations ne sont pas en italique mais en corps de texte normal. Elles sont entourées par des guillemets français : « et ».
- Les listes à puces sont à éviter, des paragraphes rédigés étant largement préférés. Les tableaux sont à réserver à la présentation de données structurées (résultats, etc.).
- Les appels de note de bas de page (petits chiffres en exposant, introduits par l'outil «  Source ») sont à placer entre la fin de phrase et le point final[comme ça].
- Les liens internes (vers d'autres articles de Wikipédia) sont à choisir avec parcimonie. Créez des liens vers des articles approfondissant le sujet. Les termes génériques sans rapport avec le sujet sont à éviter, ainsi que les répétitions de liens vers un même terme.
- Les liens externes sont à placer uniquement dans une section « Liens externes », à la fin de l'article. Ces liens sont à choisir avec parcimonie suivant les règles définies. Si un lien sert de source à l'article, son insertion dans le texte est à faire par les notes de bas de page.
- La présentation des références doit suivre les conventions bibliographiques. Il est recommandé d'utiliser les modèles {{Ouvrage}}, {{Chapitre}}, {{Article}}, {{Lien web}} et/ou {{Bibliographie}}. Le mode d'édition visuel peut mettre en forme automatiquement les références.
- Insérer une infobox (cadre d'informations à droite) n'est pas obligatoire pour parachever la mise en page.

Pour une aide détaillée, merci de consulter Aide:Wikification.
Si vous pensez que ces points ont été résolus, vous pouvez retirer ce bandeau et améliorer la mise en forme d'un autre article.
L'Agence de presse APL, appelée aussi Agence de presse Libération, était une agence de presse du début des années 1970, spécialisée dans l'actualité sociale et fondée par des militants d'extrême-gauche proches du maoïsme, dans la foulée des événements de Mai 68.
La création de l'Agence de presse APL a été envisagée pour la première fois le 18 juin 1971 par Maurice Clavel, un ancien résistant catholique et gaulliste de gauche, qui s'était rendu proche depuis plusieurs mois des maoïstes. Elle a été fondée sur le modèle du Centre Landry animé par Pierre Vidal-Naquet lors de la guerre d'Algérie ou du Liberation News Service (en) (agence de presse underground des révolutionnaires américains). Jean-Paul Sartre a accepté d'en être le codirecteur.
Début 1972, Jean-Claude Vernier, ancien élève de l'École centrale de Paris et militant maoïste, rencontre au siège du quotidien Paris-Jour, alors en grève et occupé par ses salariés, Jean-René Huleu, journaliste hippique
Ce dernier va imprimer un bulletin quotidien appelé Pirate afin de rendre compte des luttes ouvrières de la région (affaire de Bruay-en-Artois) ou des répressions policières (affaire Alain Jaubert). 
La date du 18 juin fut choisie par Maurice Clavel, en souvenir de l'appel du 18 juin 1940.

## Naissance de l'idée
La date exacte de création de l'APL n'est pas connue. Chargé des médias à J'accuse, un journal mensuel maoïste qui a absorbé La Cause du peuple au début de 1971, Jean-Claude Vernier fait partie du comité de défense du journal et rencontre des journalistes de L'Aurore, Claude-Marie Vadrot et Claude Angeli. Le jeune cinéaste Jean-Luc Godard rend une visite de solidarité à Jean-Claude Vernier avec qui il a organisé un atelier vidéo à l'École des beaux-arts l'année précédente et lui suggère de créer une agence de presse.
Jean-Claude Vernier repense à l'idée quand une grève avec occupation démarre à Paris Jour, dont la patronne Simone Del Duca, décide de fermer boutique en représailles. Il « fonce rencontrer les gens de Paris-Jour » et leur offrir la dernière page de J'accuse. Lors de la manifestation il retrouve son ami de L'Aurore et ils prennent la décision de fonder une agence de presse ayant pour devise « Tout dire à des gens qui veulent tout savoir », sous la forme d'un manifeste, qui sera publié fin décembre, dont le rédacteur est le journaliste de L'Aurore, Claude-Marie Vadrot.

## Débuts
L'agence aurait démarré dans la chambre de la fille de Jean-Claude Vernier, avec l'achat d'une petite machine pour l'envoi aux abonnés, parmi lesquels des militants et des particuliers, et à toute la presse, gratuitement, d'un bulletin rempli d'informations sur les actions en cours partout en France, pour avoir en une seule publication toute l'ouverture sur un monde gauchiste foisonnant et activiste: progressivement, les organisations gauchistes prennent l'habitude de leur envoyer leurs communiqués.

## Coup d'éclat de Maurice Clavel
En décembre 1971, Maurice Clavel invité à l'émission télévisée À armes égales animée par Alain Duhamel dans un débat face à Jean Royer le maire de Tours, présente son film, à la gloire de la jeunesse de Mai 68: Le soulèvement de la vie, de Joris Ivens. Il découvre en effet qu'un passage de son reportage où il évoque les sentiments ambigus de Pompidou envers la Résistance a été coupé au montage. Un mot a été censuré en dépit de son opposition, Clavel se lève avant tout débat et quitte le plateau en lançant ces mots qui sont restés célèbres : « Messieurs les censeurs, bonsoir !». 
Prévenu de la coupe, une heure avant l'émission, le 13 décembre 1971, il rappelle Vernier et confirme : J'ai été censuré, alors tu viens à la Maison de la radio avec moi pour enregistrer l'émission.
L'Agence de presse APL, alors encore en cours de création et complètement inconnue, « connait un moment de gloire », ce soir-là, selon son fondateur et président Maurice Clavel, grâce à un « coup énorme » et un « moment très important », préparé la veille avec Jean-Claude Vernier de l'APL. Clavel précise à l'antenne qu'il est codirecteur de l'APL avec Jean-Paul Sartre. 
Clavel, gaulliste de gauche, et Sartre s'étaient engagés un an et demi auparavant dans la création du journal J'accuse, réalisé avec des militants maoïstes de la gauche prolétarienne, pour protester contre les interdictions frappant les tracts et journaux de ces derniers depuis l'élection de Georges Pompidou.
L'épisode entraine dans cette mouvance un « clivage »: l'APL en cours de création, ses deux responsables Maurice Clavel et Jean-Claude Vernier, s'opposent à Serge July et aux autres dirigeants maoïstes, les seconds, habitués à se servir des médias de manière moins conflictuelle, méprisant les premiers.

## Grève àParis Jour
Le 15 janvier 1972, Simone Del Duca, propriétaire du quotidien Paris Jour qui tire à 230 000 exemplaires, a annoncé 33 licenciements, ce qui déclenche de l'émotion chez les journalistes parisiens. 
Le personnel de Paris Jour crée un comité de grève et l'APL met des équipes et du matériel à la disposition des grévistes puis publie un bulletin quotidien traitant des problèmes de Paris Jour et de la presse en général. Pour la première fois est publié dans ce bulletin des extraits d'un document rappelant le passé sous l'occupation de Robert Hersant. 
Si J'accuse se montre optimiste, l'insatisfaction est importante à l'APL dont les animateurs estiment que la symbiose avec les autres journalistes de la presse parisienne n'a pas atteint le degré souhaité. Un premier bilan du développement de l'APL avait déjà été effectué dès le 15 janvier 1972, au début du conflit de Paris-Jour pour constater qu'elle a opéré un "peu partout des constructions étonnantes", constituant "un ensemble désordonné", insatisfaisant car "sans ouverture vers l'extérieur, et invivable". 
L’équipe a alors quitté la rue Dussoubs pour se diviser entre ce nouvel espace, et le grand logement, rue des Blancs-Manteaux, qu'habitent deux de ses animateurs, le peintre Jean-Jacques Ostier et son épouse Iro, et où une partie de l’appartement est réservée à l’APL.

## Fonctionnement
« Pas de censure ! » avait dit Maurice Clavel, le fondateur. Résultat, l'APL passe toutes les informations, reçues sur des petits papiers ou par téléphone des correspondants, sous forme d'information brute, sans réécrire les articles.La plupart des informations avaient si peu de chance d'aboutir dans une rédaction, dans une télévision que l'idée même de mentir n'avait pas de sens, même exagérer ou dénoncer est courant. 
La petit équipe jouait son rôle de lanceur d'alerte, de diffuseur d'informations et d'agence de presse quotidienne, grâce à des correspondants militants du monde entier. Un bulletin d'abord ronéoté puis photocopié est distribué aux lecteurs abonnés : environ 400, parmi lesquels des particuliers militants comme abonnée à l'APL depuis le début et surtout à la presse. Pendant un an et demi, l'abonné reçoit deux bulletins quotidiens, l'un d'infos nationales, l'autre d'infos internationales. Tout fonctionnait sur le bénévolat, les loyers étaient dérisoires et les photocopieuses louées, les bénévoles faisaient office de coursiers. Les bénévoles passent soirées et nuits à photocopier les informations puis agrafer manuellement des dizaines de pages, les glisser sous enveloppes, postées ou déposées dans les rédactions en soirée ou au petit matin. "Certains journalistes de la grande presse étaient avides de ces nouvelles et attendaient notre petit bulletin quotidien" se souvient Hélène de Gunzburg, qui débarque un jour, « peut-être à l'automne 1972 », rue de Bretagne, dans le 3e arrondissement à Paris et rencontre « enfin des militants un peu civilisés, moins agressifs, machistes et humiliants que ceux d'Issy les Moulineaux » qu'elle j'était « ravie de quitter ». Peu avant a eu lieu dans sa ville : l'Affaire du bal d'Issy-les-Moulineaux de 1972.
Dans une pièce, l'équipe du « national », relativement permanente et dans une autre « l'international » dont les membres étaient plus fluctuants, des étudiants étrangers allemands, italiens argentins, ou chiliens et des militants de passage. Parmi les photographes, Francine Bajande, Jean François et le jeune Christophe Shimmel. Parmi les rédacteurs qui déjeunent où dînent ensemble souvent dans le quartier, Bénédicte Mei, Zinah Rouabah Patrick Benquet, Hélène Delebecque Antoine de Gaudemar. L'équipe permanente compte une dizaine de personnes, rejointes par une bande de lycéens de Melun (Claude Maggiori puis Gilles Millet et Bénédicte Mei). Jean-Claude Vernier est le bénévole le plus actif grâce à son salaire de professeur des Beaux-Arts. L'APL a des antennes à Nantes, Lyon, Toulouse et Grenoble, avec les Grenoblois René-Pierre Boullu, Jean Hatzfeld, ou encore Pierre et Claire Blanchet.
Puis c'est une APL en Belgique, qui va survivre jusqu'à dans les années 1990. L'APL créé un service APL International qui faisait soixante pages. Il y avait jusqu'à cent quarante pages ronéotypées qui partaient tous les jours.

## Agence photo et Affaire Pierre Overney
Cécile Hallé, photographe au Musée d'art moderne et qui fait des photos pour l'École des Beaux-Arts, vient proposer de créer aussi une agence photo, en récupérant du matériel emprunté au musée. Elle a transformé son immense appartement de la rue de Rennes, aux abords du Quartier Latin, en salon où travaille la branche photo de l'APL et où se croisent Sartre, Clavel, le peintre Bernard Fromanger, et les dirigeants de la Gauche prolétarienne (GP).
Christophe Schimmel, le fils de Cécile Hallé, qui a abandonné le lycée en classe de seconde pour se consacrer à l'action politique, travaille dans l'agence à plein temps. L'APL joue un rôle très important lors du meurtre de Pierre Overney le 25 février 1972, à 14 h 30, à l’usine de Boulogne-Billancourt.  
Christophe Schimmel, 18 ans à l’époque, était devant les grilles de l’avenue Émile-Zola avec d’autres militants de la Gauche prolétarienne, tout près de la victime, dont il est un ami. Photographe, il a capté toute la scène avec son Seagull, mauvaise copie chinoise de Rolleiflex. Ses photos montrent que Pierre Overney était à vingt mètres de son meurtrier, un agent de sécurité de Renault, et qu'il avait les mains vides alors que l'information officielle diffusée jusque là par Renault et reprise par les médias indiquait le contraire, en parlant de légitime défense. Les militants de l'APL ont alors « foncé dans toutes les rédactions » pour faire diffuser ces photos. Hervé Chabalier et Philippe Gildas ont décidé de passer les photos au 20 heures de la première chaîne. L'AFP s'est retrouvée prise en flagrant délit de diffusion d'un information encore non recoupée dans cette affaire, provoquant une émotion « considérable »,. L’Agence de presse Libération (APL), qui diffuse les photos, verra sa notoriété bondir instantanément. Mais l'auteur des photos, Christophe Schimmel, assure n’avoir jamais touché un centime pour ces clichés.
Le 8 mars 1972, en représailles au meurtre, la Nouvelle résistance populaire, organisation de choc de la GP, dirigée par Olivier Rolin, kidnappe Robert Nogrette, chef-adjoint chargé des relations sociales à Billancourt, puis le libère après un suspense de deux jours. L'APL bénéficie de l'exclusivité des communiqués, bandes sonores et photos, concernant l'affaire, qu'elle défend par un véritable « parcours du combattant » pour empêcher la police d'y accéder avant. Le 8 mars par l'abonnement, chèque à l'appui, de l'AFP est confirmé. Malgré ce succès et après la « cassure Overney » l'APL estime qu'il faut faire un bilan. De nouvelles mesures sont décidées et un télécopieur est aménagé dans le local, rue Dussoubs.
La famille de Nogrette est courtisée par la presse et l'extrême droite répond par un autodafé des ouvrages de Sartre et de Beauvoir au Mans, puis par un slogan « Geismar, Clavel — fusillez les criminels ! » lors d'un meeting organisé à la Mutualité le 22 mars 1972 par Ordre nouveau, qui profite aussi de l'occasion pour saluer les 2,9 millions de voix obtenues par le parti italien ami, le MSI, qui double sa représentation dans les deux chambres et talonne le PSI lors des élections législatives anticipées de 1972 en Italie, en reprenant son slogan « Avec nous, avant qu'il ne soit trop tard ».
L'Agence révèle un autre scoop un peu plus tard, l'information que Simone Del Duca va supprimer les autres titres de son groupe de presse, puis renonce à lui faire un procès en diffamation.

## L'APL-P, à destination du monde agricole
En 1972 est créé un service appelé le bulletin Agence de presse Libération-Paysans (APL-P), à l'image de celui de l'Agence de presse Libération, qui lui donna son nom. L'objectif assigné à ce journal est de mettre en mouvement les masses paysannes en leur permettant d'être les porte-voix de leurs propres luttes. Il s'agit à la fois de faire entendre leurs préoccupations et de favoriser une prise de conscience de la paysannerie. Pourtant, le bulletin APL-P ne parvient pas à atteindre son objectif.

## Bulletins quotidiens d'information
Des bulletins quotidiens d'information de l'APL sont imprimés dans le Nord puis en Lorraine en avril et juin 1972 sous le titre de « Pirate » par une équipe de journalistes et photographes menés par Jean-René Huleu, Christian Poitevin, Christophe Shimmel et Jean-Claude Vernier. C'est l'époque de l'Affaire de Bruay-en-Artois.

### Rencontre avec Poitevin
En 1972, Jean-René Huleu commence à travailler pour l'APL puis présente à Jean-Claude Vernier un ami, Christian Poitevin, le fils d'André Poitevin, un des administrateurs du Provençal, qui avait repris à la Libération le journal Le Petit Provençal en 1945. 
Christian Poitevin, qui est directeur de publicité à Paris Jour a quitté le quotidien au moment de la grève et des réductions de postes. Auparavant, il avait fait un journal nommé « Géranonymo ».

### Bulletin quotidien de Bruay-la-Buissière
En avril 1972, le groupe affrète une camionnette et se rend dans le Nord à Bruay-en-Artois faire un numéro spécial d'un nouveau journal « Pirate », qui insiste sur son implantation locale et se veut « la voix des corons ». La grande presse commence à s'intéresser à l'Affaire de Bruay-en-Artois, précisément dans la ville où habitent André Théret et Joseph Tournel, les deux ouvriers (mineurs à la retraite), membres du comité exécutif de la GP, qui avaient hébergé Jean-Paul Sartre un an et demi plus tôt juste avant le Tribunal populaire de Lens en 1970. Un Tribunal d'opinion que ce dernier avait souhaité et rendu célèbre en jouant le rôle de procureur contre les négligences des Houillères, aggravant les dégâts des accidents et maladies professionnels. Sartre s'était rendu sur place, accompagné de Liliane Siegel, son amie professeure de yoga.
Un an et demi plus tard, l'inculpation du couple constitué par un notaire de la ville et son amie par le juge Pascal va entraîner une intense activité politique autour d'un simple fait-divers, une affaire d'assassinat non-élucidé. Un « Comité Vérité-Justice », animé par des maoïstes locaux, conclut à la culpabilité du couple, sans preuve ni même indice sérieux.  Le premier éditorial annonce: « Pirate est ici à Bruay comme il sera partout en France où l'actualité appellera la presse pour rétablir la vérité, pour dénoncer l'information de classe fabriquée et utilisée par la bourgeoisie, pour donner la parole au peuple témoin de l'actualité, pour permettre aux journalistes, qui sont censurés par leurs patrons, de s'exprimer dans nos colonnes ».
Jean-Claude Vernier et Christian Poitevin espèrent au passage emmener avec eux d'anciens salariés de Paris Jour mais seule une d'entre deux les suivra. Jean-René Huleu imprime, sur place, un bulletin quotidien appelé Pirate afin de rendre compte des luttes ouvrières de la région lors de l'Affaire de Bruay-en-Artois. Il se dit qu'avec le bulletin que l'on fait chaque jour, il y a la matière d'un quotidien. 

### Bulletin d'information quotidien imprimé en Lorraine
Début juin, Pirate fait paraître son second et ultime numéro, consacré à la longue grève des vendeuses des Nouvelles Galeries de Thionville, en Lorraine. Une publication et une couverture à laquelle Christophe Schimmel participe pour l'APL Photo participe. Une petite équipe composé de gens comme Christian Poitevin, Jean-René Huleu, Gérard Millet et quelques autres suivent l'événement. Le résultat est jugé trop militant. Le journaliste Thierry Nolin, futur producteur et réalisateur de documentaires TV, abandonne le projet. 
Très vite, l'APL tire le bilan critique de cette expérience dans un texte daté du 1er juillet 1972, estimant que Pirate est un bon instrument d'information mais ne répond pas à tous les objectifs : « Pirate ne contient pas de débat. C'est une photocopie de la grève, ce n'est même pas une bande magnétique », s'étonne le texte. Les militants de la GP  reproche aussi à « Pirate » de n'avoir suscité aucune initiative des vendeuses des Nouvelles Galeries. Des règlements de comptes et des rivalités personnelles entrent en ligne de compte. Le jeune Christophe Schimmel, qui a fait connaitre trois mois plus tôt la vérité dans la mort de Pierre Overney, est mis de côté et isolé, on lui reproche d'avoir eu une liaison avec une des vendeuses. Il n'y aura pas de nouvelle expérience Pirate à la rentrée de 1972 mais un projet de quotidien, affirmé dès l'été.
De son côté, J'accuse est toujours empêtré dans ses problèmes et divergences, l'affaire de Bruay-en-Artois ne faisant qu'aiguiser davantage les polémiques. Philippe Gavi, dans les Temps modernes, revue de Sartre, de juillet-août 1972, reproche aux animateurs du journal de « croire que la classe ouvrière est exempte et purifiée du poids de l'idéologie dominante ». Il souligne que vouer aux gémonies le notaire Leroy, ce n'est pas renverser le monde mais le reproduire.

### Idée de la photocomposition, en septembre 1972
Lors de voyages aux États-Unis, Christian Poitevin a vu la mise en place de la nouvelle technologie de la photocomposition, au sein du journal de New-York, le Village Voice et du journal Invisible City (de Los Angeles). En septembre, une nouvelle version appelée « Compugraphic » a été présentée au Sicob de la Défense, grâce au laser qui avait fait rapidement son apparition. Au début des années 1970, en amont de la photocomposition était apparu la publication assistée par ordinateur, effectuée sur mini-ordinateurs. En septembre 1992, Christian Poitevin apporte donc a l'équipe un système de photocomposition que son père ne pouvait pas utiliser à cause de l'opposition du syndicat du Livre CGT. Les deux hommes ont alors les machines, puis ont trouvé alors un local et ont commencé à construire une équipe en vue d'un futur quotidien, mais l'APL reste le « porte-avion » du proje[incompréhensible].

### Création du quotidienLibération

#### Hésitation entre une agence de presse renforcée et un quotidien
La création du quotidien Libération est une idée concrétisée par Jean-Claude Vernier, le président fondateur de l'APL, qui en conserve le nom. Pour lui, un journaliste est d'abord quelqu'un qui enquête et ensuite transmet ce qu'il a vu, et un porte-parole : c'est la parole des autres qui est importante[réf. souhaitée]. 
En octobre 1972, plusieurs réunions de l'APL se tiennent dans les locaux parisiens de Géranonymo, rue des Petits-Champs. Des journalistes professionnels viennent discuter avec le petit groupe, plus ou moins l'équipe de Pirate. Ce dernier est chargé de rédiger un manifeste. Par mesure d'économie, l'APL quitte alors la rue Dussoubs. 
Si l'idée de créer un vrai quotidien a avancé durantl'été, elle n'est pas adoptée ni consensuelle. La plupart de ses promoteurs se demandent encore quel quotidien  faire et comment.
Le groupe émet diverses opinions. Huleu propose de faire un 4 pages quotidien en partant des informations factuelles de l'APL. 
Plus tard, en 1973, les maoïstes penchent pour un vrai quotidien populaire, de 16 pages, accompagnés de photographies. La difficulté à séduire le reste de la presse, lors de la grève à Paris Jour, va l'emporter, avec l'aide des premières levées de fonds puis de Sartre.

#### Premiers apports financiers
Les partisans du choix d'un quotidien commencent à réunir des fonds. Parmi les gros donateurs, l’héritier de l’écrivain Gertrude Stein, poétesse, écrivaine, dramaturge et féministe. Cet employé Américain, qui a donné l’essentiel de son héritage en échange d’une place dans l’équipe de Libération a ensuite perdu son poste au bout de deux semaines, ses articles étant trop mauvais. Hélène de Gunzburg, militante de terrain de la GP et de l'Agence de presse APL, a donné 400 000 francs soit l’essentiel de son héritage, issu de la famille Deutsch de la Meurthe et confirme au contraire ses qualités de rédactrice. Malgré ces dons, les journalistes sont très peu payés, voire pas payés au début. Jean-Claude Vernier s'amuse  d'avoir « traversé Paris avec trente briques dans un sac en plastique ». 
Benny Lévy viendra plus tard voir Jean-Claude Vernier en lui disant : « Le comité directeur de la Gauche prolétarienne a décidé de t'adjoindre un rédacteur en chef, ce sera Serge July ! ». 

#### Entrée en scène de Jean-Paul Sartre pour organiser une large souscription
Jean-Claude Vernier, qui a déjà fait plusieurs « numéros zéros », recule la sortie au 22 mars et fait monter au créneau Jean-Paul Sartre. Le futur quotidien se voulant  sans publicité, ni emprunts extérieurs, ni actionnaires, il compte sur un appel lancé par Sartre à une large contribution financière des lecteurs en février 1973. La création des « comités Libération » chargés d'élargir ces contributions permet de donner quelque chose à faire aux militants maos, pour « occuper utilement des gens qui auraient pu glisser vers le terrorisme », expliquera plus tard Jean-Claude Vernier.
Les comités Libération vendent alors des faux billets de 10 francs et récoltent des vrais billets en échange. Rapidement, Sartre affirme que le projet reçoit « actuellement, environ cinq mille francs par jour ». La grande souscription, qui a recueilli 700 000 francs[réf. nécessaire].
« Nous voulons que le peuple parle au peuple », déclare Sartre, très impliqué, en rappelant qu'il existe deux pressions « connues sur les journalistes : les capitaux, ceux que des privés ou des banques ont mis à leur disposition et la publicité. Avec cette dernière, immédiatement, vous ne pouvez plus dire la vérité sur les produits », déclare Sartre sur les ondes des grands médias, tout en rappelant « refusait autrefois de passer à l’ORTF », et reste très réservée envers elle car « l’ORTF n’est pas du tout libérale ». Au sein du projet de quotidien, les journalistes n’ont pas tous les mêmes opinions et la « seule opinion certaine » est la foi en « la démocratie directe ».
Au mois de juin 1973, le journal n'a plus d'argent. Aux débuts de Libération, au moment des difficultés financières chroniques du quotidien, Cécile Hallé va accepter de vendre son immense appartement pour payer des locaux au journal, qui peu après n’en veut plus, ayant trouvé d'autres soutiens et Cécile Hallé se brouille avec eux. En soutien, Maurice Clavel, le fondateurs de l’APL, envoie une lettre de démission disant : « Cette compagne de la première heure nous a sacrifié son job, ses jours, ses nuits, sa santé et, je le crains bien, sa maison. » Discrètement, le philosophe offrira à Cécile Hallé les droits d’auteur de deux de ses livres pour la tirer de ce mauvais pas.

### Fusion avecLibération
La création de Libération a absorbé une bonne partie de l'énergie militante qui irriguait l'APL. Au début, à l'intérieur du journal, il y avait une petite pièce pour l'APL. Ceux qui travaillaient pour Libération étaient payés, certes au SMIG mais payés. Ce n'était pas le cas de ceux qui travaillaient pour l'APL. Rapidement, il y a eu du tirage dans les équipes. Un jour, Benny Lévy a donc pris la décision de convoquer tout le monde et d'annoncer qu'il fallait liquider l'agence. 
Quand il a fallu s'organiser et envisager sa transformation et même sa disparition, le message fut d'abord très mal reçu. Jean-Claude Vernier et Maurice Clavel les fondateurs ne voulaient pas en entendre parler. Maurice Clavel affirmera ensuite que les deux tiers des abonnés de l'APL l'abandonnent au profit de Libération. 
Les abonnements des particuliers furent résiliés peu à peu. Se faire embaucher à Libération ne fut pas simple. Les militants maos et les quelques journalistes de Libération se prenaient déjà pour l'élite et regardaient de haut celles qu'ils appelaient « les filles de l'APL ». Parmi leurs soutiens, Maren Sell, Jean Pierre Barrou Pierre Audibert, refusant l'injustice de l'embauche d'inconnus au détriment de ceux qui avaient une réelle et longue expérience de journalisme militant. Finalement l'équipe dirigeante, Serge July, Jean-Claude Vernier, et Philippe Gavi, accepta de mauvaise grâce l'entrée dans l'équipe de Libération de Bénédicte Zinah et Hélène de Gunzburg.
Maren Sell, qui assure toutes les deux semaines une double page consacrée à la cause et à la culture féministes, va prendre la défense des « filles de l'APL ». Au cours de cette première année d'existence de Libération, un « groupe femmes » rassemblant rédactrices, administratrices et fabricantes, en particulier les clavistes, essentiellement des femmes fut ainsi convié à dialoguer avec Jean-Paul Sartre, qui se disait l'ami des filles et déplorait que trop de signatures soient masculines.
À peine le nouveau « Libération » est-il installé dans les kiosques, que Jean-Claude Vernier quitte le siège du journal, avec 22 autres membres du comité de rédaction. Jean-Claude Vernier est le défenseur d'une ligne éditoriale dite de « la maison de verre » : « un journal fait par et pour ses lecteurs ». Vernier veut que le journal s'appuie sur des lecteurs actifs organisés en « Comités Libération » et disséminés dans toute la France.
La disparition de l'APL va laisser cependant un « blanc » dans l'actualité sociale, car personne n'a pris le relais. L'AFP va alors décider d'embaucher cinq personnes pour occuper le terrain laissé libre, à un moment où elle souhaite éviter d'avoir l'air trop « officielle ». En effet, lors du premier choc pétrolier, les difficultés financières de nombre de grands journaux incitent à remplacer l'AFP par l'ACP. Meilleur marché, plus diverse dans son contenu, l'ACP a pour la première fois dix clients en 1973, ce qui occasionne un manque à gagner de 1,7 million de francs pour l'AFP. L'AFP doit alors s'adapter, diversifier le contenu de ses dépêches, alors qu'une étude sur les informations politiques dans quatre quotidiens français (Le Monde, France-Soir, Le Figaro et L'Humanité) montre qu'elles cèdent souvent la place aux informations culturelles.

#### Arrivée des journalistes desCahiers de Mai
En 1974, à Sartre, qui lui pose la question « Pourquoi tu quittes Libé ? », Jean-Pierre Barou invoque son différend avec de nouveaux arrivants, des anciens des Cahiers de Mai, propulsés par Serge July. July souhaite alors en particulier que Marc Kravetz et Jean-Marcel Bouguereau, ses amis personnels depuis Mai 68, intègrent Libération. Les Cahiers de Mai ont été créés par une petite équipe de militants venant aussi bien du PCF que de l'extrême-gauche ou des milieux catholiques. Tout à l'opposé des « maos spontex » de la GP, ils veillent dès mai 1968 à ne pas se couper des syndicats, même vis-à-vis de Georges Séguy (CGT) qui s'avérera un adversaire des séquestrations.

#### APL-B
En 1972 est fondée à Bruxelles une Agence de Presse Libération-Belgique qui sera active jusqu'en 1993,.